# Haan (astrologie)
De haan is het tiende dier in de twaalfjaarlijkse cyclus van de Chinese dierenriem volgens de Chinese kalender.
Karaktereigenschappen volgens de Chinese astrologie: aards, onbevangen, kleurrijk, beschermend, nauwgezet, nuchter, goed organisatievermogen en huiselijk maar soms ook stug, weinig sociaal, drukdoend, opschepperig en overdreven.

## Jaar van de haan
Onderstaande jaren zijn jaren die in het teken van de haan staan. Let op: de Chinese maankalender loopt niet gelijk met de gregoriaanse kalender – het Chinees Nieuwjaar valt in januari of februari. Voor de jaren volgens de gregoriaanse kalender moet daarom bij onderstaande jaartallen 1 worden opgeteld.
1909 - 1921 - 1933 - 1945 - 1957 - 1969 - 1981 - 1993 - 2005 - 2017 - 2029 - 2041 - 2053